# 제15회 미국 감독 조합상
제15회 미국 감독 조합상은 1962년 뛰어난 활동을 보인 영화 감독을 기리기 위해 1963년 2월에 열린 시상식이다. 뉴욕, Waldorf-Astoria Hotel에서 개최되었다.

## 수상 및 후보

### 감독상(영화부문)
- 아라비아의 로렌스 - 데이빗 린 수상